# Rondell Sheridan
Rondell Jerome Sheridan (Chicago, Illinois,15 de agosto de 1958) é um ator, diretor de televisão e comediante estadunidense, mais conhecido por interpretar Victor Baxter na That's So Raven (2003–07) e seus spin-offs: Cory in the House (2007–08) e Raven's Home (2017–23).

## Biografia
Sheridan nasceu em 15 de agosto de 1958 em Chicago, Illinois, criado em seu South Side. Ele matriculou-se na Universidade Marquette em Milwaukee, Wisconsin, onde Sheridan estudou comunicação interpessoal enquanto fazia especialização em publicidade Ele se formou em Marquette em 1980.  Sheridan recebeu seu treinamento de atuação no Circle na Square Theatre School.
Sheridan se concentrou em sua carreira como comediante stand-up durante a década de 1980, descrevendo seu estilo de comédia como observacional por natureza. Ele se apresentou nos talk shows The Tonight Show Starring Johnny Carson e Late Night with Conan O'Brien.  Sheridan citou George Carlin, Bill Cosby e Richard Pryor entre suas influências cômicas, afirmando que os vê como "contadores de histórias cômicas" que inspiraram sua própria abordagem ao stand-up.
Em um dos primeiros papéis de Sheridan como ator, ele interpretou um guarda em um hospital psiquiátrico no filme de terror Deadtime Stories (1986). Ele desempenhou o papel principal do Dr. Ron Aimes, um psicólogo infantil, na sitcom Minor Adjustments (1995-96). Após isso, Sheridan fez inúmeras aparições especiais na televisão, incluindo no drama Touched by an Angel e como um policial na série Kenan & Kel, essa última da Nickelodeon. Ele apareceu como o patriarca Andre Walker na sitcom Cousin Skeeter de 1998 a 2001.
Sheridan conseguiu o papel de Victor Baxter, um chef e pai de Raven Baxter, na série do Disney Channel That's So Raven (2003-07). Depois que a série terminou, Sheridan continuou a interpretar Victor no spin-off Cory in the House, que durou de 2007 a 2008. Ele retornou como Victor Baxter em Raven's Home, uma continuação de That's So Raven , como um convidado especial na 2ª temporada. Sheridan se juntou ao elenco principal três temporadas depois, em 2022, depois que Victor sofreu um ataque cardíaco e Raven o ajudou a se recuperar.
Além de atuar, Sheridan também trabalhou como diretor, dirigindo vários episódios de As Visões da Raven e Cory na Casa Branca. Desde o final dos anos 2000, ele dirigiu vários curtas-metragens, incluindo Nowhere Cafe (2016).

## Vida pessoal

### Saúde
Em abril de 2025, Sheridan foi diagnosticado com uma pancreatite grave. Internado e sem conseguir trabalhar, o ator abriu uma página de crowdfunding para arrecadar doações dos fãs.

## Filmografia

### Filmes
| Ano  | Título             | Personagem       | Nota(s) |
| ---- | ------------------ | ---------------- | ------- |
| 1983 | The First Turn-On! | Membro da Gangue |         |
| 1986 | Deadtime Stories   | Looney Bin Guard |         |

### Televisão
| Ano                 | Título                                  | Personagem        | Nota(s)                                  |
| ------------------- | --------------------------------------- | ----------------- | ---------------------------------------- |
| 1995-1996           | Minor Adjustments                       | Dr. Ron Aimes     | Recorrente                               |
| 1998                | Kenan & Kel                             | Oficial McWiggins | Episódio: Attack of the Bug Men          |
|                     | Cousin Skeeter                          | Andre             |                                          |
|                     | Rites of Passage                        | Trooper Dixon     |                                          |
|                     | Men Are from Mars, Women Are from Venus | Host              |                                          |
|                     | That's Funny!                           | Ele Mesmo         |                                          |
| 2002-2007           | That's So Raven                         | Victor Baxter     | Recorrente (84 Episódios)                |
| 2007-2008           | Cory in the House                       | Victor Baxter     | Recorrente (Spin-off De That's So Raven) |
|                     | Consumers Credit Choice                 | Ele Mesmo         |                                          |
| 2018; 2022-presente | Raven's Home                            | Victor Baxter     | Recorrente (Spin-off De That's So Raven) |

### Convidado Especial
| Ano | Título                              | Personagem              | Nota(s) |
| --- | ----------------------------------- | ----------------------- | ------- |
|     | A Different World                   | South Central looter #1 |         |
|     | Brotherly Love                      | Kids Father             |         |
|     | The Jamie Foxx Show                 | Dr. Gilbert             |         |
|     | Touched By an Angel                 | Harvey                  |         |
|     | Kenan & Kel                         | Officer McWiggins       |         |
|     | Rendez-View                         | Guest Host              |         |
|     | The Tonight Show with Johnny Carson | Elenco                  |         |
|     | The Tonight Show with Jay Leno      | Elenco                  |         |
|     | Late Night with Conan O'Brien       | Elenco                  |         |
|     | Figure It Out                       | Ele Mesmo               |         |
|     | Sesame Street                       | Personagem sem nome     |         |
|     | Celebrity Family Feud               | Ele Mesmo               |         |
|     | The Andy Atembina                   | Ele Mesmo               |         |
|     | Wanna Bet                           | Ele Mesmo               |         |
|     | Comedy Central Presents             | Elenco                  |         |

### Diretor
| Ano       | Título            | Episódios                                                                             | Nota(s) |
| --------- | ----------------- | ------------------------------------------------------------------------------------- | ------- |
| 2002-2007 | That's So Raven   | "Numb and Number", "Cake Fear", "Teacher's Pet".                                      |         |
| 2007      | Hannah Montana    | "Joanie B. Goode".                                                                    |         |
| 2007-2008 | Cory in the House | "Get Smarter", "Kung Fu Kats Kid", "Never the Dwayne Shall Meet", "Through the Roof". |         |

### Videoclipes
| Ano  | Título          | Artista       | Nota(s) |
| ---- | --------------- | ------------- | ------- |
| 1985 | Part-Time Lover | Stevie Wonder |         |